# Campeonato Catarinense de Futebol de 2013 - Divisão Principal
O Campeonato Catarinense de Futebol de 2013 da Divisão Principal, ou Catarinense Chevrolet 2013, por motivos de patrocínio, foi a 90ª edição da principal divisão do futebol catarinense. O campeonato contou com a participação de 10 clubes. O campeão e o vice disputaram a Copa do Brasil de 2014. O campeonato também deu uma vaga para o Série D do campeonato brasileiro.
O Camboriú, com duas rodadas de antecedência, foi o primeiro clube rebaixado para a divisão especial de 2014, ao ser derrotado pela Chapecoense, por 2 a 1, na 16ª rodada, em Chapecó. Na rodada seguinte, o Guarani de Palhoça enfrentou também a Chapecoense e o empate em 0 a 0, no estádio Renato Silveira, decretou o rebaixamento do clube palhocense.

## Regulamento

### Primeiro turno
Os dez participantes jogam todos contra todos, em turno único. A equipe que mais somar pontos será considerada campeã desta fase e estará automaticamente classificada para as Semifinais.

### Segundo turno
Os dez participantes jogam todos contra todos, em turno único, mas com o mando de campo invertido em relação ao turno. A equipe que mais somar pontos será considerada campeã desta fase e estará automaticamente classificada para as Semifinais.

### Semifinais
Serão disputadas em partidas de ida e volta pelos vencedores de cada turno e também pelos dois times com melhor campanha na soma dos dois turnos. Caso a mesma equipe vença os dois turnos, classifica-se também a terceira melhor entre os não-vencedores. As equipes que marcarem mais gols na soma das duas partidas avançam para a final. Se ficarem empatadas, classifica-se a que tiver melhor campanha na fase de classificação.

### Final
Assim como nas semifinais, a equipe de melhor campanha tem o mando da segunda partida. Porém, não tem a vantagem do empate na soma dos resultados. Se isso ocorrer, o título catarinense é decidido nos pênaltis.

### Critérios de desempate
Caso haja empate de pontos entre dois clubes, os critérios de desempates serão aplicados na seguinte ordem:
1. Número de vitórias
2. Saldo de gols
3. Gols marcados
4. Confronto direto
5. Número de cartões vermelhos
6. Número de cartões amarelos
7. Sorteio

### Rebaixamento
Os dois últimos clubes na classificação geral são os rebaixados para a Divisão Especial de 2014 (equivalente a segunda divisão de Santa Catarina).

## Equipes participantes
| Equipe        | Cidade         | Em 2012                | Estádio                            | Capacidade   | Títulos (mais recente) |
| ------------- | -------------- | ---------------------- | ---------------------------------- | ------------ | ---------------------- |
| Atlético      | Ibirama        | 6º (Divisão Principal) | Baixada                            | 6.000        | 0 (não possui)         |
| Avaí          | Florianópolis  | 1º (Divisão Principal) | Ressacada                          | 17.537       | 16 (2012)              |
| Camboriú      | Camboriú       | 8º (Divisão Principal) | Robertão                           | 3.500        | 0 (não possui)         |
| Chapecoense   | Chapecó        | 3º (Divisão Principal) | Índio Condá Josué Annoni[CHA]      | 15.000 5.000 | 4 (2011)               |
| Criciúma      | Criciúma       | 7º (Divisão Principal) | Heriberto Hülse                    | 19.900       | 9 (2005)               |
| Figueirense   | Florianópolis  | 2º (Divisão Principal) | Orlando Scarpelli                  | 19.584       | 15 (2008)              |
| Guarani       | Palhoça        | 1º (Divisão Especial)  | Estádio Renato Silveira            | 3.000        | 0 (não possui)         |
| Joinville     | Joinville      | 4º (Divisão Principal) | Arena Joinville                    | 22.000       | 12 (2001)              |
| Juventus      | Jaraguá do Sul | 2º (Divisão Especial)  | João Marcatto                      | 10.000       | 0 (não possui)         |
| Metropolitano | Blumenau       | 5º (Divisão Principal) | Complexo Esportivo Bernardo Werner | 2.300        | 0 (não possui)         |

- CHA. ^  O gramado do Estádio Índio Condá foi trocado. Com isso, a Chapecoense mandou seus jogos contra Avaí, Criciúma, Juventus, Guarani de Palhoça, Joinville e Camboriú, respectivamente, no Estádio Josué Annoni.

## Classificação
| Pos | Equipes             | Pts | J | V | E | D | GP | GC | SG  |
| --- | ------------------- | --- | - | - | - | - | -- | -- | --- |
| 1   | Chapecoense         | 22  | 9 | 7 | 1 | 1 | 21 | 9  | +12 |
| 2   | Figueirense         | 17  | 9 | 5 | 2 | 2 | 14 | 11 | +3  |
| 3   | Metropolitano       | 15  | 9 | 5 | 0 | 4 | 12 | 13 | -1  |
| 4   | Joinville           | 14  | 9 | 4 | 2 | 3 | 21 | 13 | +8  |
| 5   | Juventus de Jaraguá | 13  | 9 | 4 | 1 | 4 | 13 | 15 | -2  |
| 6   | Avaí                | 12  | 9 | 3 | 3 | 3 | 12 | 14 | -2  |
| 7   | Criciúma            | 11  | 9 | 3 | 2 | 4 | 17 | 11 | +6  |
| 8   | Atlético de Ibirama | 9   | 9 | 2 | 3 | 4 | 9  | 10 | –1  |
| 9   | Camboriú            | 7   | 9 | 2 | 1 | 6 | 5  | 16 | –11 |
| 10  | Guarani de Palhoça  | 7   | 9 | 2 | 1 | 6 | 8  | 20 | –12 |

|  |                                              |
|  | Classificação à fase semifinal do campeonato |

| Pos | Equipes             | Pts | J | V | E | D | GP | GC | SG  |
| --- | ------------------- | --- | - | - | - | - | -- | -- | --- |
| 1   | Criciúma            | 18  | 9 | 5 | 3 | 1 | 25 | 11 | 14  |
| 2   | Avaí                | 17  | 9 | 5 | 2 | 2 | 18 | 14 | 4   |
| 3   | Atlético de Ibirama | 15  | 9 | 4 | 3 | 2 | 17 | 9  | 8   |
| 4   | Figueirense         | 15  | 9 | 4 | 3 | 2 | 16 | 10 | 6   |
| 5   | Chapecoense         | 13  | 9 | 3 | 4 | 2 | 6  | 7  | -1  |
| 6   | Guarani de Palhoça  | 11  | 9 | 3 | 2 | 4 | 9  | 12 | -3  |
| 7   | Metropolitano       | 11  | 9 | 2 | 5 | 2 | 13 | 13 | 0   |
| 8   | Joinville           | 10  | 9 | 2 | 4 | 3 | 17 | 14 | 3   |
| 9   | Juventus de Jaraguá | 6   | 9 | 2 | 0 | 7 | 9  | 28 | -19 |
| 10  | Camboriú            | 5   | 9 | 1 | 2 | 6 | 11 | 23 | -12 |

|  |                                              |
|  | Classificação à fase semifinal do campeonato |

### Classificação Geral
|  |                                                           |
|  | Classificado à semifinal por vencer o Turno ou o Returno. |
|  | Classificação à semifinal pelo índice técnico.            |
|  | Rebaixamento à Divisão Especial de 2014.                  |

## Confrontos
|                     | ATI | AVA | CAM | CHA | CRI | FIG | GUA | JOI | JUV | MET |
| ------------------- | --- | --- | --- | --- | --- | --- | --- | --- | --- | --- |
| Atlético de Ibirama | —   | 4–3 | 0–0 | 1–1 | 1–1 | 1–2 | 1–0 | 1–1 | 3–0 | 0–0 |
| Avaí                | 1–0 | —   | 3–1 | 2–0 | 2–2 | 2–1 | 2–0 | 2–2 | 2–1 | 1–2 |
| Camboriú            | 0–5 | 0–1 | —   | 0–3 | 1–2 | 2–3 | 1–1 | 2–1 | 1–2 | 2–0 |
| Chapecoense         | 1–0 | 4–1 | 2–1 | —   | 1–0 | 0–0 | 5–2 | 3–2 | 2–1 | 0–0 |
| Criciúma            | 2–3 | 1–1 | 6–0 | 0–0 | —   | 2–0 | 0–1 | 3–0 | 8–0 | 3–3 |
| Figueirense         | 1–1 | 1–0 | 2–0 | 2–1 | 1–3 | —   | 3–0 | 2–2 | 2–2 | 4–1 |
| Guarani             | 1–0 | 3–3 | 1–0 | 0–0 | 1–2 | 1–2 | —   | 2–1 | 0–1 | 3–1 |
| Joinville           | 2–0 | 3–0 | 2–2 | 1–2 | 4–3 | 1–1 | 7–0 | —   | 6–1 | 1–0 |
| Juventus            | 2–1 | 2–3 | 1–3 | 2–0 | 1–3 | 0–2 | 2–1 | 2–1 | —   | 1–3 |
| Metropolitano       | 1–4 | 1–1 | 4–0 | 1–2 | 2–1 | 2–1 | 1–0 | 1–1 | 2–1 | —   |

| Em verde, os resultados do Turno Em azul, os resultados do Returno | Em negrito os jogos "clássicos". |

## Desempenhos por rodadas

### Posição dos clubes a cada rodada
|               | 01ªR | 02ªR | 03ªR | 04ªR | 05ªR | 06ªR | 07ªR | 08ªR | 09ªR |
| ------------- | ---- | ---- | ---- | ---- | ---- | ---- | ---- | ---- | ---- |
| Atlético      | 8º   | 8º   | 9º   | 8º   | 8º   | 9º   | 8º   | 8º   | 8º   |
| Avaí          | 5º   | 6º   | 7º   | 4º   | 6º   | 6º   | 7º   | 7º   | 6º   |
| Camboriú      | 10º  | 10º  | 10º  | 10º  | 10º  | 8º   | 10º  | 10º  | 9º   |
| Chapecoense   | 3º   | 1º   | 2º   | 1º   | 1º   | 1º   | 1º   | 1º   | 1º   |
| Criciúma      | 1º   | 3º   | 5º   | 6º   | 4º   | 4º   | 6º   | 5º   | 7º   |
| Figueirense   | 3º   | 4º   | 1º   | 3º   | 2º   | 2º   | 2º   | 2º   | 2º   |
| Guarani       | 6º   | 9º   | 8º   | 9º   | 9º   | 10º  | 9º   | 9º   | 10º  |
| Joinville     | 6º   | 7º   | 6º   | 7º   | 5º   | 5º   | 3º   | 6º   | 4º   |
| Juventus      | 9º   | 5º   | 4º   | 5º   | 7º   | 7º   | 4º   | 3º   | 5º   |
| Metropolitano | 2º   | 2º   | 3º   | 2º   | 3º   | 3º   | 5º   | 4º   | 3º   |

|  |                                              |
|  | Classificação à fase semifinal do campeonato |

|               | 01ªR | 02ªR | 03ªR | 04ªR | 05ªR | 06ªR | 07ªR | 08ªR | 09ªR |
| ------------- | ---- | ---- | ---- | ---- | ---- | ---- | ---- | ---- | ---- |
| Atlético      | 2º   | 1º   | 1º   | 1º   | 3º   | 3º   | 4º   | 2º   | 3º   |
| Avaí          | 6º   | 3º   | 3º   | 3º   | 2º   | 4º   | 2º   | 3º   | 2º   |
| Camboriú      | 8º   | 4º   | 4º   | 5º   | 7º   | 9º   | 10º  | 10º  | 10º  |
| Chapecoense   | 3º   | 6º   | 8º   | 7º   | 6º   | 8º   | 6º   | 7º   | 5º   |
| Criciúma      | 4º   | 5º   | 5º   | 6º   | 4º   | 2º   | 1º   | 1º   | 1º   |
| Figueirense   | 1º   | 2º   | 2º   | 2º   | 1º   | 1º   | 3º   | 4º   | 4º   |
| Guarani       | 10º  | 7º   | 6º   | 4º   | 5º   | 6º   | 7º   | 8º   | 6º   |
| Joinville     | 7º   | 9º   | 9º   | 9º   | 9º   | 7º   | 8º   | 5º   | 8º   |
| Juventus      | 8º   | 10º  | 10º  | 10º  | 10º  | 10º  | 9º   | 9º   | 9º   |
| Metropolitano | 4º   | 8º   | 7º   | 8º   | 8º   | 5º   | 5º   | 6º   | 7º   |

|  |                                              |
|  | Classificação à fase semifinal do campeonato |

- Geral

|               | 01ªR | 02ªR | 03ªR | 04ªR | 05ªR | 06ªR | 07ªR | 08ªR | 09ªR | 10ªR | 11ªR | 12ªR | 13ªR | 14ªR | 15ªR | 16ªR | 17ªR | 18ªR |
| ------------- | ---- | ---- | ---- | ---- | ---- | ---- | ---- | ---- | ---- | ---- | ---- | ---- | ---- | ---- | ---- | ---- | ---- | ---- |
| Atlético      | 8º   | 8º   | 9º   | 8º   | 8º   | 10º  | 8º   | 8º   | 8º   | 7º   | 5º   | 4º   | 5º   | 6º   | 7º   | 7º   | 7º   | 7º   |
| Avaí          | 5º   | 6º   | 7º   | 4º   | 6º   | 6º   | 7º   | 7º   | 6º   | 8º   | 6º   | 6º   | 4º   | 3º   | 5º   | 4º   | 4º   | 4º   |
| Camboriú      | 10º  | 10º  | 10º  | 10º  | 10º  | 9º   | 10º  | 10º  | 9º   | 9º   | 9º   | 9º   | 10º  | 10º  | 10º  | 10º  | 10º  | 10º  |
| Chapecoense   | 3º   | 1º   | 2º   | 1º   | 1º   | 1º   | 1º   | 1º   | 1º   | 1º   | 1º   | 1º   | 1º   | 1º   | 2º   | 1º   | 1º   | 1º   |
| Criciúma      | 1º   | 3º   | 5º   | 6º   | 4º   | 4º   | 6º   | 5º   | 7º   | 5º   | 7º   | 7º   | 7º   | 5º   | 4º   | 3º   | 3º   | 3º   |
| Figueirense   | 3º   | 4º   | 1º   | 3º   | 2º   | 2º   | 2º   | 2º   | 2º   | 2º   | 2º   | 2º   | 2º   | 2º   | 1º   | 2º   | 2º   | 2º   |
| Guarani       | 6º   | 9º   | 8º   | 9º   | 9º   | 7º   | 9º   | 9º   | 10º  | 10º  | 10º  | 10º  | 8º   | 8º   | 9º   | 9º   | 9º   | 9º   |
| Joinville     | 6º   | 7º   | 6º   | 7º   | 5º   | 5º   | 3º   | 6º   | 4º   | 4º   | 4º   | 5º   | 6º   | 7º   | 6º   | 6º   | 6º   | 6º   |
| Juventus      | 9º   | 5º   | 4º   | 5º   | 7º   | 8º   | 4º   | 3º   | 5º   | 6º   | 8º   | 8º   | 9º   | 9º   | 8º   | 8º   | 8º   | 8º   |
| Metropolitano | 2º   | 2º   | 3º   | 2º   | 3º   | 3º   | 5º   | 4º   | 3º   | 3º   | 3º   | 3º   | 3º   | 4º   | 3º   | 5º   | 5º   | 5º   |

|  |                                                  |
|  | Melhor campanha em todo o campeonato.            |
|  | Zona de rebaixamento à Divisão Especial de 2014. |

### Líder de cada rodada
| Rodadas | Rodadas | Rodadas | Rodadas | Rodadas | Rodadas | Rodadas | Rodadas | Rodadas | Rodadas | Rodadas | Rodadas | Rodadas | Rodadas | Rodadas | Rodadas | Rodadas | Rodadas |
| ------- | ------- | ------- | ------- | ------- | ------- | ------- | ------- | ------- | ------- | ------- | ------- | ------- | ------- | ------- | ------- | ------- | ------- |
| 1       | 2       | 3       | 4       | 5       | 6       | 7       | 8       | 9       | 10      | 11      | 12      | 13      | 14      | 15      | 16      | 17      | 18      |
| CRI     | CHA     | FIG     | CHA     | CHA     | CHA     | CHA     | CHA     | CHA     | CHA     | CHA     | CHA     | CHA     | CHA     | FIG     | CHA     | CHA     | CHA     |

### Lanterna de cada rodada
| Rodadas | Rodadas | Rodadas | Rodadas | Rodadas | Rodadas | Rodadas | Rodadas | Rodadas | Rodadas | Rodadas | Rodadas | Rodadas | Rodadas | Rodadas | Rodadas | Rodadas | Rodadas |
| ------- | ------- | ------- | ------- | ------- | ------- | ------- | ------- | ------- | ------- | ------- | ------- | ------- | ------- | ------- | ------- | ------- | ------- |
| 1       | 2       | 3       | 4       | 5       | 6       | 7       | 8       | 9       | 10      | 11      | 12      | 13      | 14      | 15      | 16      | 17      | 18      |
| CAM     | CAM     | CAM     | CAM     | CAM     | ATI     | CAM     | CAM     | GUA     | GUA     | GUA     | GUA     | CAM     | CAM     | CAM     | CAM     | CAM     | CAM     |

## Semi Final
|  | Semifinais  | Semifinais | Semifinais | Semifinais |   |             | Final | Final | Final | Final |
|  |             |            |            |            |   |             |       |       |       |       |
|  | Chapecoense | 1          | 2          | 3          |   |             |       |       |       |       |
|  | Figueirense | 1          | 1          | 2          |   |             |       |       |       |       |
|  | Figueirense | 1          | 1          | 2          |   | Chapecoense | 0     | 1     | 1     |       |
|  |             |            |            |            |   | Chapecoense | 0     | 1     | 1     |       |
|  |             | Criciúma   | 2          | 0          | 2 |             |       |       |       |       |
|  | Criciúma*   | Criciúma   | 2          | 0          | 2 | 2           | 1     | 3     |       |       |
|  | Criciúma*   |            |            |            |   | 2           | 1     | 3     |       |       |
|  | Avaí        | 3          | 0          | 3          |   |             |       |       |       |       |

* Vencedor do confronto pela melhor campanha na primeira fase.

### Semi-final 1
Primeiro jogo
| 27 de abril | Figueirense    | 1 – 1            | Chapecoense      | Orlando Scarpelli, Florianópolis         |
| 18:30       | Ricardinho 81' | Relatório Súmula | Fabinho Alves 0' | Público: 12,028 Árbitro: SC Célio Amorim |

Segundo Jogo
| 5 de maio | Chapecoense                   | 2 – 1            | Figueirense       | Arena Condá, Chapecó                           |
| 16:00     | Rodrigo Gral 3' · Fabiano 89' | Relatório Súmula | Fabiano (g.c) 56' | Público: 9,899 Árbitro: SC Héber Roberto Lopes |

### Semi-final 2
Primeiro jogo
| 28 de abril | Avaí                                | 3 – 2            | Criciúma                           | Ressacada, Florianópolis                       |
| 16:00       | Roberson 23' · Higor 45' · Tauã 71' | Relatório Súmula | Ewerton Páscoa 34' · Giancarlo 61' | Público: 9,316 Árbitro: SC Héber Roberto Lopes |

Segundo jogo
| 4 de maio | Criciúma | 1 – 0            | Avaí | Heriberto Hülse, Criciúma                                   |
| 18:30     | Tartá 3' | Relatório Súmula |      | Público: 13,575 Árbitro: SC Paulo Henrique de Godoy Bezerra |

## Final
Primeiro jogo
| 12 de maio | Criciúma                | 2 – 0            | Chapecoense | Heriberto Hülse, Criciúma                                   |
| 16:00      | Marcel 20' · Marcel 30' | Relatório Súmula |             | Público: 16,717 Árbitro: SC Paulo Henrique de Godoy Bezerra |

Segundo jogo
| 19 de maio | Chapecoense     | 1 – 0            | Criciúma | Arena Condá, Chapecó                            |
| 16:00      | Rafael Lima 12' | Relatório Súmula |          | Público: 11,171 Árbitro: SC Héber Roberto Lopes |

## Premiação
| Campeonato Catarinense de 2013 |
| ------------------------------ |
| Criciúma Campeão (10º título)  |

## Artilharia
| Gols | Jogador          | Time                |
| ---- | ---------------- | ------------------- |
| 12   | Rafael Costa     | Metropolitano       |
| 11   | Jean Carlos      | Atlético de Ibirama |
| 11   | Rodrigo Gral     | Chapecoense         |
| 10   | Lins             | Criciúma            |
| 8    | Marcelo Costa    | Joinville           |
| 8    | Marcelo Toscano  | Figueirense         |
| 7    | Giancarlo        | Criciúma            |
| 6    | Kim              | Joinville           |
| 6    | Ronaldo Capixaba | Joinville           |
| 5    | Marquinhos       | Avaí                |
| 5    | Ivo              | Criciúma            |

## Transmissão
A RBS TV (afiliada da Rede Globo) deteve todos os direitos de transmissão para a temporada de 2013 pela TV aberta e em pay-per-view, através do canal Premiere FC. O canal aberto berenovou o contrato por mais cinco anos com a Associação de Clubes. Na TV Fechada, a transmissão ficou por conta do SporTV
Com mudanças devido ao novo contrato, a TV Aberta ganhou o direito de transmitir os jogos para as cidades onde são realizadas. O aval ficou por conta do pay per view, que tem a exclusividade das partidas em Florianópolis para a capital, obrigando a emissora a solicitar autorização para as devidas transmissões.
Com uma filosofia semelhante a 2011, a RBS TV voltou a priorizar os times da capital, transmitindo na maioria das rodadas uma partida da dupla fora de casa. A novidade ficou por conta da manutenção dos jogos simultâneos, ocorrendo na 1ª e na 4ª rodada, permitindo a transmissão de clássicos entre os três do interior. Contudo, a sequência foi interrompida, devido a problemas de horários com o PFC.
No pay per view, de início, garantiu a cobertura de todos os jogos de Avaí e Figueirense e de todas as partidas em casa de Criciúma e Joinville, estendendo a transmissão a partir da 6ª rodada para todos os jogos da dupla do interior, incluindo os foras de casa. Para fora do estado, algumas partidas nas quartas-feiras foram confirmadas no SporTV, indo para Santa Catarina pelo PFC.

### Jogos transmitidos pela RBS TV

#### 1º Turno
- 1ª rodada - Guarani 1–2 Figueirense - 20 de janeiro (Dom) - 17:00 (Regiões de Florianópolis e Joinville)
- 1ª rodada - Joinville 1–2 Chapecoense - 20 de janeiro (Dom) - 17:00 (Regiões de Chapecó, Lages, Criciúma e Blumenau)
- 2ª rodada - Chapecoense 4–1 Avaí - 23 de janeiro (Qua) - 22:00 (Todo o estado)
- 3ª rodada - Criciúma 1–1 Avaí - 27 de janeiro (Dom) - 17:00 (Todo o estado)
- 4ª rodada - Metropolitano 2–1 Figueirense - 30 de janeiro (Qua) - 22:00 (Regiões de Blumenau, Florianópolis e Joinville)
- 4ª rodada - Chapecoense 1–0 Criciúma - 30 de janeiro (Qua) - 22:00 (Regiões de Chapecó, Lages e Criciúma)
- 5ª rodada - Guarani – Avaí* - 3 de fevereiro(Dom) - 17:00 (Todo o estado)
- 6ª rodada - Atlético de Ibirama 1–2 Figueirense - 6 de fevereiro (Qua) - 22:00 (Todo o estado)
- 7ª rodada - Joinville 4–3 Criciúma - 17 de fevereiro (Dom) - 16:00 (Todo o estado)
- 8ª rodada - Criciúma 2–0 Figueirense - 24 de fevereiro (Dom) - 16:00 (Todo o Estado)
- 9ª rodada - Camboriú 0–1 Avaí - 2 de março(Dom) - 16:00 (Todo o Estado)

*Jogo adiado devido a falta de laudos de segurança no estádio do Guarani.

#### 2º Turno
- 1ª rodada - Chapecoense 3–2 Joinville - 10 de março (Dom) - 16:00 (Todo o estado)
- 2ª rodada - Joinville 1–1 Figueirense - 17 de março (Dom) - 16:00 (Todo o estado)
- 3ª rodada - Chapecoense 0–0 Figueirense - 20 de março (Qua) - 22:00 (Todo o estado)
- 4ª rodada - Juventus 2–3 Avaí - 24 de março (Dom) - 16:00 (Todo o estado)
- 5ª rodada - Camboriú 2–3 Figueirense - 27 de março (Qua) - 22:00 (Todo o estado)
- 6ª rodada - Joinville 3–0 Avaí - 31 de março (Qua) - 16:00 (Todo o estado)
- 7ª rodada - Criciúma 3–0 Joinville - 7 de abril (Dom) - 16:00 (Todo o estado)
- 8ª rodada - Metropolitano 1–1 Avaí - 14 de abril (Dom)  16:00 (Todo o estado)
- 9ª rodada - Criciúma 3–3 Metropolitano - 21 de abril (Dom) - 16:00 (Todo o estado)

#### Semifinais
- Ida - Avaí 3–2 Criciúma - 28 de abril(Dom) - 16:00 (Todo o estado)
- Volta - Chapecoense 2–1 Figueirense - 5 de maio (Dom) - 16:00 (Todo o estado)

#### Final
- Ida - Criciúma 2–0 Chapecoense - 12 de maio (Dom) - 16:00 (Todo o estado)
- Volta - Chapecoense 1–0 Criciúma - 19 de maio (Dom) - 16:00 (Todo o estado)

#### Transmissões fora de casa por time
| Clube         | Turno | Returno | Turno + Returno | Total (incluindo mata-mata) |
| ------------- | ----- | ------- | --------------- | --------------------------- |
| Figueirense   | 4     | 3       | 7               | 8                           |
| Avaí          | 4     | 3       | 7               | 7                           |
| Criciúma      | 2     | 0       | 2               | 4                           |
| Joinville     | 0     | 2       | 2               | 2                           |
| Chapecoense   | 1     | 0       | 1               | 2                           |
| Metropolitano | 0     | 1       | 1               | 1                           |

### Jogos transmitidos pelo Premiere FC
O Premiere FC transmitiu praticamente todas as partidas do Avaí e Figueirense. Criciúma e Joinville tiveram todas as partidas em casa transmitidas e, a partir da 6ª rodada, praticamente todos os jogos, independente do mando. A pressão veio após cancelamento em massa do PPV nas cidades dos dois times e pressão das diretorias. A Chapecoense, além dos jogos com os times acima citados, teve o confronto do título do turno contra o Guarani de Palhoça, em casa.

## Maiores públicos
| Nº | Público[PP] | Mandante    | Placar | Visitante     | Estádio           | Data            | Rodada        |
| -- | ----------- | ----------- | ------ | ------------- | ----------------- | --------------- | ------------- |
| 1  | 16 717      | Criciúma    | 2–0    | Chapecoense   | Heriberto Hülse   | 12 de maio      | Ida (Final)   |
| 2  | 13 575      | Criciúma    | 1–0    | Avaí          | Heriberto Hülse   | 4 de maio       | Volta (Semi)  |
| 3  | 12 028      | Figueirense | 1–1    | Chapecoense   | Orlando Scarpelli | 27 de abril     | Ida (Semi)    |
| 4  | 11 171      | Chapecoense | 1–0    | Criciúma      | Arena Condá       | 19 de maio      | Volta (Final) |
| 5  | 10 732      | Avaí        | 2–1    | Figueirense   | Ressacada         | 7 de abril      | 7ª (Returno)  |
| 6  | 10 312      | Criciúma    | 3–0    | Joinville     | Heriberto Hülse   | 7 de abril      | 7ª (Returno)  |
| 7  | 9 947       | Criciúma    | 3–3    | Metropolitano | Heriberto Hülse   | 21 de abril     | 9ª (Returno)  |
| 8  | 9 899       | Chapecoense | 2–1    | Figueirense   | Arena Condá       | 5 de maio       | Volta (Semi)  |
| 9  | 9 746       | Figueirense | 1–0    | Avaí          | Orlando Scarpelli | 16 de fevereiro | 7ª (Turno)    |
| 10 | 9 567       | Joinville   | 4–3    | Criciúma      | Arena Joinville   | 17 de fevereiro | 7ª (Turno)    |

## Média de público
| 1. Criciúma – 8.466 (93.130 em 11 jogos) 2. Joinville – 6.403 (57.623 em 9 jogos) 3. Figueirense – 5.014 (50.145 em 10 jogos) 4. Avaí – 5.013 (50.133 em 10 jogos) 5. Chapecoense – 4.005 (44.056 em 11 jogos) | 1. Metropolitano – 1.667 (15.003 em 9 jogos) 2. Atlético de Ibirama – 978 (8.804 em 9 jogos) 3. Juventus de Jaraguá – 909 (8.180 em 9 jogos) 4. Guarani de Palhoça – 739 (6.652 em 9 jogos) 5. Camboriú – 536 (4.821 em 9 jogos) |

## Troféus

### Troféu Definitivo
Na edição 2013, o campeonato teve seu direito de nome adquirido pela Chevrolet, sendo assim, a Federação batizou o troféu que será entregue ao campeão (de posse definitiva), o troféu é personalizado conforme combinado com a empresa.
O Campeão ainda foi premiado com a “Taça Carlos Renaux 100 Anos”, que homenageia o primeiro clube de futebol centenário do Estado foi entregue pelo ex-atleta Clube Atlético Carlos Renaux, de Brusque, Antônio Aberlado.

### Troféu Dr. Aderbal Ramos da Silva
Desde 2011, a Federação Catarinense de Futebol oferta o Troféu Transitório Dr. Aderbal Ramos da Silva, em homenagem ao patrono e presidente da Federação entre 1939 e 1946. O troféu, que consiste no busto da pessoa homenageada, é ofertado de posse transitória a todos os campeões do certame desde 2011.
O troféu será entregue de forma definitiva a equipe que conquistar o Campeonato Catarinense (contando as conquistas de 2011 até hoje) por três vezes consecutivas ou cinco vezes alternadas.

#### Vencedores anteriores do Troféu Dr. Aderbal Ramos da Silva
- 2011 - Chapecoense
- 2012 - Avaí